# Silvia Danekova
Silvia Danekova (em búlgaro: Силвия Дънекова; Kotel, 7 de fevereiro de 1983) é uma atleta búlgara.

## Carreira
Ela competiu nos 3.000 metros com obstáculos nas Olimpíadas de Verão de 2012, ficando em 38º lugar com um tempo de 9:59.52.
Danekova estava programada para competir nas Olimpíadas de Verão de 2016, mas foi suspensa provisoriamente após um teste de amostra A reprovado, realizado alguns dias após sua chegada ao Brasil. Sua violação de doping foi posteriormente confirmada e ela foi suspensa por 4 anos, que terminou em 12 de agosto de 2020.

## Melhores recordes pessoais

### Ar livre
- 3000 metros com obstáculos – 9:35.66 (Moscou 2013)
- Meia maratona – 1:15:02 (Albi 2005)
- Maratona – 2:52:27 (Sófia 2013)

### Indoor
- 1.500 metros – 4h16s04 (Istambul 2015)